# خلل التنسج الجبهي الأنفي

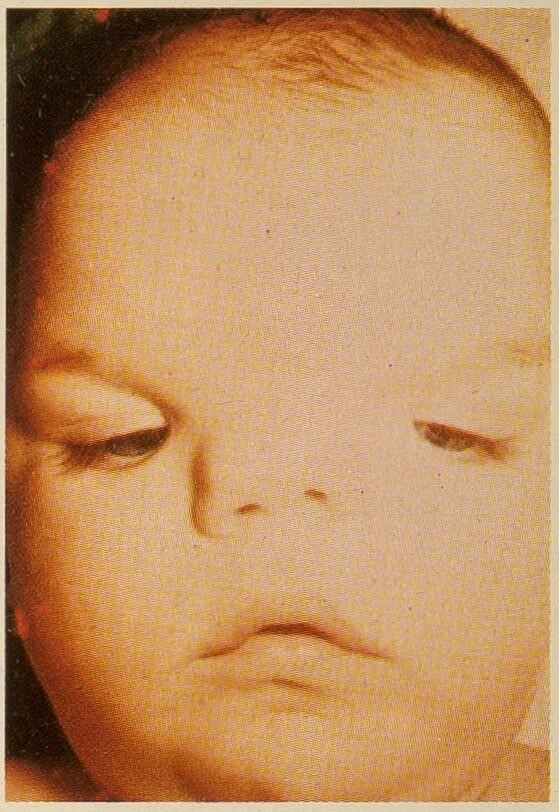
طفل مصاب بخلل تنسج الأنف الجبهي

خلل التنسج الجبهي الأنفي (FND) هو تشوه خلقي في منتصف الوجه. لتشخيص خلل التنسج الجبهي الأنفي، يجب على المريض أن يعاني من اثنين على الأقل من الخصائص التالية: فرط المسافة بين البؤرتين (زيادة المسافة بين العينين)، جذر أنفي عريض، شق خط الوسط العمودي للأنف و/أو الشفة العلوية، شق جناحي الأنف، طرف الأنف المشوه، القيلة الدماغية (فتحة في الجمجمة مع بروز الدماغ) أو نمط شعر على شكل حرف V على الجبهة. ما يزال سبب خلل التنسج الجبهي الأنفي غير معروفًا. يبدو أن خلل التنسج الجبهي الأنفي متقطع (عشوائي) وتقترح عوامل بيئية متعددة كأسباب محتملة للمتلازمة. ومع ذلك، في بعض العائلات كان قد أبلغ عن حالات متعددة من خلل التنسج الجبهي الأنفي، ما يشير إلى وجود سبب وراثي لخلل التنسج الجبهي الأنفي.

## التصنيف
توجد أنظمة تصنيف متعددة لـ خلل التنسج الجبهي الأنفي. لم يكشف أي من أنظمة التصنيف هذه عن أي عوامل وراثية كسبب لخلل التنسج الجبهي الأنفي. ومع ذلك، فإن كل منهم ذو قيمة كبيرة في تحديد تشخيص الفرد. في العناوين الفرعية أدناه، سوف تشرح التصنيفات الأكثر شيوعًا.

### تصنيف سيدانو
هذا تصنيف يعتمد على السبب الجنيني لخلل التنسج الجبهي الأنفي.

### تصنيف دي ماير
يعتمد هذا التصنيف على الخصائص المورفولوجية لخلل التنسج الجبهي الأنفي، التي تصف مجموعة متنوعة من الأنماط الظاهرية
وصف كلا التصنيفان بمزيد من التفصيل في الجدول 1.
| الجدول 1. التصنيفات المظهرية للوجه في خلل التنسج الجبهي الأنفي. | |
| تصنيف DeMyer (دي ماير) (موسع قليلَا)                             | الخصائص                                                                                             |
| النوع 1                                                         | فرط البطانة، شقوق الجمجمة، الأنف المشقوق المتوسط، وشق البرولابيوم                                   |
| النوع 2                                                         | فرط التنسج، الجمجمة المشقوقة، والأنف المشقوق، ولكن البرولابيوم والحنك سليمين                        |
| النوع 3                                                         | فرط البطانة، الأنف المشقوق المتوسط، والشق المتوسط للشفة                                             |
| النوع 4                                                         | ارتفاع ضغط الدم والأنف المشقوق المتوسط                                                              |
| يمكن بعد ذلك تقسيم كل نوع إلى:                                  | |
| النوع الفرعي أ                                                  | يتم فصل جانبي الأنف المشقوق                                                                         |
| النوع الفرعي ب                                                  | يبقى جانبي الأنف مستمرين. يشمل شق الأنف الحاجز الأنفي ويمتد إلى طرف الأنف                           |
| النوع الفرعي ج                                                  | لا يصل الشق إلى طرف الأنف. فرط البقع هو الحد الفاصل                                                 |
| تصنيف Sedano-Jirásek (سيدانو)                                   | الخصائص                                                                                             |
| النوع الفرعي أ                                                  | فرط التعرق، أخدود الأنف المتوسط، وغياب طرف الأنف                                                    |
| النوع الفرعي ب                                                  | فرط التعرق، الأخدود المتوسط أو الوجه المشقوق، مع أو بدون الشفة أو شق الحنك                          |
| النوع الفرعي ج                                                  | فرط التنسج والشد في جناح الأنف                                                                      |
| النوع الفرعي د                                                  | فرط التعرق، الأخدود المتوسط أو الوجه المشقوق، مع أو بدون الشفة أو الحنك المشقوق والشق في جناح الأنف |

## العلامات والأعراض
يمكن تقسيم تشوهات منتصف الوجه إلى مجموعتين مختلفتين. مجموعة واحدة مع فرط نشاط، وهذا يشمل خلل التنسج الجبهي الأنفي. الآخر مع قصور في الرؤية (انخفاض المسافة بين العينين)، وهذا يشمل ضمور الدماغ (فشل نمو الدماغ الأمامي). بالإضافة إلى ذلك، يمكن تصنيف الشق القحفي الوجهي باستخدام تصنيف تيسيير. رقم كل من الشقوق من 0 إلى 14. ثم قسمت الأنواع الخمسة عشر المختلفة من الشقوق إلى 4 مجموعات، بناءً على موقعها التشريحي في الوجه: الشقوق في خط الوسط، والشقوق المساعِدة، والشقوق المدارية والشقوق الجانبية. خلل التنسج الجبهي الأنفي هو شق في منتصف الخط، مصنّف على أنه تيسيير 0/14.
إلى جانب ذلك، يمكن تقسيم الحالات الشاذة الإضافية التي شوهدت في خلل التنسج الجبهي الأنفي حسب المنطقة. لا تعد أي من هذه الحالات الشاذة محددة لمتلازمة خلل التنسج الجبهي الأنفي، ولكنها تحدث في كثير من الأحيان في المرضى الذين يعانون من خلل التنسج الجبهي الأنفي أكثر من السكان. الحالات الشاذة التي قد تكون موجودة هي:
- الأنف: شذوذ خفيف في الخياشيم المتباعدة وجذر أنف عريض، شق أو شق في الأنف وعلامات الأنف الملحقة.
- العين: شقوق العين الضيقة، العيون على شكل لوز، الطيات اللاصقة (أنسجة الجفن الإضافية)، الجلد الظهري (أورام العين الحميدة)، عيوب الجفن العلوي (عيوب الجفن العلوي ذات السماكة الكاملة)، ميكروفثالموس (عين واحدة أو عينان صغيرتان)، إعتام عدسة العين الخلقي وتنكس العين مع انفصال الشبكية.
- الوجه: تيليكانثوس (مسافة متزايدة بين زوايا العين)، شق متوسط في الشفة العليا و / أو الحنك، وخط شعري على شكل حرف V.
- أخرى: تعدد الأصابع (زيادة من أصابع اليدين أو القدمين)، ارتفاق الأصابع (أصابع اليدين أو القدمين)، الأصابع القصيرة (أصبع و/أو أصابع قصيرة)، سريريًا (ثني الاصبع الخامس باتجاه الأصبع الرابع)، علامات جلدية أمام الأذن، زنمة غائبة، انخفاض الأذنين، الصمم، الجيوب الأمامية الصغيرة، التخلف العقلي، القيلة الدماغية (بروز الدماغ)، السنسنة المشقوقة (العمود الفقري المشقوق)، القيلة السحائية (بروز كلا السحايا)، الفتق السري، الخصية الخفية (عدم وجود خصية أو خصيتين) ومن المحتمل حدوث حالات شذوذ في القلب.[7]

شقوق الوجه الموجودة في خلل التنسج الجبهي الأنفي هي شقوق رأسية. يمكن أن تختلف في شدتها. عندما تكون أقل حدة، فإنها غالبًا ما تظهر مع ارتفاع ضغط الدم ونمو الدماغ الطبيعي. تزداد احتمالية حدوث التخلف العقلي عندما يكون فرط البؤرة أكثر حدة أو عند حدوث حالات شذوذ خارج الدماغ.